# Armorial des familles basques (H)
Cet article décrit l'armorial des familles basques par ordre alphabétique et concerne les familles dont les noms commencent par les lettres « H ».

## Blasonnements

### H
Famille Haban (Labourd) :
| Blason | Blasonnement : D'argent au chevron de gueules accompagné en pointe d'une montagne de sable sur laquelle monte à senestre un agneau de gueules ; au chef d'azur chargé de trois étoiles d'or. Note : Les blasonnements de cette page sont tous issus de cet ouvrage qui cite également d'autres sources. Commentaires : Dominique de Haban, conseiller du roi, avocat et procureur au bailliage de Labourd, fit enregistrer ses armes en 1698. |

Famille Hae (Navarre) :
| Blason | Blasonnement : D'argent à deux chaudrons d'azur posés l'un sur l'autre. Note : Les blasonnements de cette page sont tous issus de cet ouvrage qui cite également d'autres sources. Commentaires : Maison noble de la vallée de llzarbe, commune de Ollo, à l'ouest de Pampelune. |

Famille Haïtze (Labourd) :
| Blason | Blasonnement : D'azur à l'arbre d'argent terrassé de sinople, et un mouton d'or brochant sur le tronc. Note : Les blasonnements de cette page sont tous issus de cet ouvrage qui cite également d'autres sources. Commentaires : Famille citée à Sare en 1609, établie également en Navarre. |

Famille Haïtze (Ustaritz) :
| Blason | Blasonnement : Écartelé, aux 1 et 4 de gueules à trois poissons d'argent posés en fasce l'un sur l'autre ; aux 2 et 3 d'argent au chêne terrassé de sinople, au sanglier de sable brochant sur le fût de l'arbre. Note : Les blasonnements de cette page sont tous issus de cet ouvrage qui cite également d'autres sources,. Commentaires : Famille connue depuis 1168. Bonnet de Haïtze est cité parmi les gentilshommes labourdins en 1193. |

Famille Haramboure (Bayonne) :
| Blason | Blasonnement : De sinople, au chef cousu de sable chargé de deux glands d'argent. Note : Les blasonnements de cette page sont tous issus de cet ouvrage qui cite également d'autres sources. Commentaires : Pierre de Haramboure, prêtre et chanoine de l'église cathédrale de Notre-Dame de Bayonne, reçut d'office ces armes en 1701. |

Famille Haramburu (Lantabat) :
| Blason | Blasonnement : D'or à l'arbre arraché de sinople, senestré d'un ours rampant de sable appuyé contre le tronc. Alias : à la bordure de gueules chargée de huit flanchis d'or, 3, 2 et 3. Note : Les blasonnements de cette page sont tous issus de cet ouvrage qui cite également d'autres sources,. Commentaires : Gillard de Haramboure assista le 10 janvier 1493 au couronnement de Jean d'Albret et de la reine Catherine de Navarre. |

Famille Haran de Borda (Bayonne) :
| Blason | Blasonnement : Parti, au 1 d'argent à la croix de sinople cantonnée de quatre coquilles de sable ; au 2 d'azur à l'oiseau d'argent. Note : Les blasonnements de cette page sont tous issus de cet ouvrage qui cite également d'autres sources. |

Famille Haraneder (Lohitzune) :
| Blason | Blasonnement : D'argent au prunier de sinople, fruité de pourpre, le tronc de l'arbre servant de stangue à une ancre de sable. Alias : coupé, au 1 onde d'argent à un navire équipé de sable, les mâts et les cordages du même, voguant à pleines voiles qui sont d'argent, le pavillon et les guidons du même, le corps du navire enrichi d'or ; au 2 parti de gueules et d'azur, de gueules chargé d'un lion d'or, couronné d'une couronne de vicomte du même, et l'azur chargé d'une crosse en pal d'argent. Note : Les blasonnements de cette page sont tous issus de cet ouvrage qui cite également d'autres sources. Commentaires : Ces dernières armes étaient celles de Jean de Haranader-Poutil, bayle de Saint-Jean-de-Luz, qu'il fit enregistrer en 1698. Les premières armes, au prunier (aranatze, en basque) furent adoptées par Joannot de Haranader, riche armateur de Saint-Jean-de-Luz, anobli pour avoir offert au roi deux navires munis d'artillerie à l'époque du siège de La Rochelle (1627). Mais ces armes parlantes (Haraneder signifiant Beau Val) comportent une erreur, le terme Aran (prune) ayant été substitué à Haran (vallée). |

Famille Harispe (Baïgorry) :
| Blason | Blasonnement : D'azur au cheval d'or, terrassé de sable, et surmonté de deux étoiles d'argent en fasce ; au franc-quartier des barons militaires, qui est : de gueules à l'épée haute en pal d'argent. Note : Les blasonnements de cette page sont tous issus de cet ouvrage qui cite également d'autres sources. Commentaires : Famille illustrée par Jean-Isidore, comte Harispe, maréchal de France sous Napoléon III. |

Famille Haro (Biscaye) :
| Blason | Blasonnement : D'argent à deux loups passants de sable posés en pal, ravissant un agneau de gueules. Puis à la bordure de gueules chargée de huit flanchis d'or. Note : Les blasonnements de cette page sont tous issus de cet ouvrage qui cite également d'autres sources. Commentaires : La tradition veut que les agneaux de gueules aient été ajoutés aux armes des Haro par Diego Lopez de Haro le Mauvais à la suite de la bataille de Las Navas de Tolosa en 1212. |

Famille Harreguy Greciette :
| Blason | Blasonnement : D'azur à une ruche d'or accompagnée de cinq abeilles du même, au soleil rayonnant aussi d'or en chef. Note : Les blasonnements de cette page sont tous issus de cet ouvrage qui cite également d'autres sources. Commentaires : Les seigneurs d'Harreguy sont qualifiés nobles dans les actes antérieurs à 1670. |

Famille Harretche (Aincille) :
| Blason | Blasonnement : Coupé, au 1 parti a) de gueules au château d'or surmonté d'une contrebande (barre ?) d'argent ; b) d'azur à cinq étoiles d'or posées en sautoir ; au 2 échiqueté d'argent et de sable. Note : Les blasonnements de cette page sont tous issus de cet ouvrage qui cite également d'autres sources. |

Famille Harriague N (Bayonne) :
| Blason | Blasonnement : D'argent à trois jumelles de gueules. Note : Les blasonnements de cette page sont tous issus de cet ouvrage qui cite également d'autres sources. Commentaires : N. Harriague, receveur de la coutume, reçut en 1701 des armoiries d'office. |

Famille Harriague (Bayonne) :
| Blason | Blasonnement : D'azur à l'ancre d'argent ; au chef cousu de gueules chargé d'un croissant d'argent accosté de deux étoiles d'or. Note : Les blasonnements de cette page sont tous issus de cet ouvrage qui cite également d'autres sources. Commentaires : Pierre de Harriague, vivait en 1680. |

Famille Harrieta (Pays de Cize) :
| Blason | Blasonnement : D'or à une fasce de gueules à la bordure du même chargée de huit flanchis d'or, 3 en chef et 3 en pointe. Note : Les blasonnements de cette page sont tous issus de cet ouvrage qui cite également d'autres sources. Commentaires : Maison noble à Saint-Jean-le-Vieux. Le seigneur de Harrieta ou Harriette, avait entrée aux États de Navarre. Au XVIIe siècle, la salle de Harrieta appartenait aux Larralde. |

Famille Haux (Soule) :
| Blason | Blasonnement : D'argent à l'arbre de sinople, terrassé du même, et un ours (alias : un sanglier) de sable brochant sur le fût. Note : Les blasonnements de cette page sont tous issus de cet ouvrage qui cite également d'autres sources. Commentaires : Les seigneurs de Haux sont connus depuis Raymond-Arnaud qui vivait en 1315. Gracie de Haux avait repris le nom et les armes de Haux qui était la salle la plus importante de son héritage. Au moment de son mariage, elle était demoiselle d'honneur de la reine de Navarre. Elle était veuve en 1405. |

Famille Hayet (Bayonne) :
| Blason | Blasonnement : D'azur à trois étoiles d'or, 2 et 1. Note : Les blasonnements de cette page sont tous issus de cet ouvrage qui cite également d'autres sources. Commentaires : Salvat de Hayet, chanoine de Bayonne, reçut d'office ces armes en 1701. |

Famille Hegoburu (Uhart-Cize) :
| [[Fichier:Blason Fr famille Hegoburu (Uhart-Cize).svg\|100px\|Blason]] | Blasonnement : D'argent au chaudron de sable chargé de deux fasces de gueules ; à la bordure engrêlée d'azur. Note : Les blasonnements de cette page sont tous issus de cet ouvrage qui cite également d'autres sources,. Commentaires : Le seigneur d'Hegoburu, alias Egoaburu, avait entrée aux États de Navarre. Au XVIIIe siècle, Hegoburu appartint aux Hozta, Gallardon (1719), Dupin de Sau (1745), Ader. |

Famille Hegoburu (Barcus) :
| [[Fichier:\|100px\|Blason]] | Blasonnement : De... au chevron de... sommé d'un croissant de... accompagné de trois têtes d'aigle arrachées, les deux premières affrontées. Note : Les blasonnements de cette page sont tous issus de cet ouvrage qui cite également d'autres sources. Commentaires : NOTE : Ce blasonnement est incomplet et/ou incohérent. |

Famille Hélette (Basse-Navarre) :
| Blason | Blasonnement : D'azur au loup rampant (ravissant ?) d'argent. Alias : d'azur au château d'argent, maçonné et ajoure de sable. Note : Les blasonnements de cette page sont tous issus de cet ouvrage qui cite également d'autres sources. Commentaires : Une maison noble de ce nom existait à Hélette, dont elle prit le nom. |

Famille Henestrosa (Biscaye) :
| Blason | Blasonnement : D'or à deux loups passants de sable, lampassés de gueules, posés l'un sur l'autre ; à la bordure d'azur chargée de huit étoiles d'or. Note : Les blasonnements de cette page sont tous issus de cet ouvrage qui cite également d'autres sources. Commentaires : Lignage issu de Diego Lopez de Haro le Blanc, seigneur de Biscaye, dont le quatrième fils, Nuño Diaz, fut le premier seigneur de Henestrosa. |

Famille Heraya (Guipuscoa) :
| Blason | Blasonnement : Note : Les blasonnements de cette page sont tous issus de cet ouvrage qui cite également d'autres sources. . Commentaires : Maison noble de la vallée de Léniz. Filiation établie depuis Martin Ruiz de Heraya, seigneur de la maison de Heraya en 1477. |

Famille Hermua (Alava) :
| Blason | Blasonnement : D'or à l'arbre de sinople, au loup passant de sable brochant au pied du tronc ; à la bordure d'azur chargée de huit coquilles d'argent. Note : Les blasonnements de cette page sont tous issus de cet ouvrage qui cite également d'autres sources. Commentaires : Maison noble du lieu de ce nom, à Barrundia, au nord de Salvatierra. Une branche s'établit à Elgoibar, au Guipuscoa puis émigra au Chili. |

Famille Hernani (Guipuscoa) :
| Blason | Blasonnement : D'or au pré de sinople entouré de pieux d'argent, chargé d'un cerf d'or surmonté d'un aigle d'argent les serres enfoncées dans le dos du cerf avec des gouttes de sang de gueules ; à la bordure de gueules chargée de huit flanchis d'or. Note : Les blasonnements de cette page sont tous issus de cet ouvrage qui cite également d'autres sources. Commentaires : L'ancien lignage des seigneurs d'Hernani, dont la maison noble portait le nom de Portuzabal avant de prendre celui de la ville, a une filiation établie depuis Martin Ibafiez de Hernani. Juan Lopez de Hernani, riche négociant et armateur à Séville, Lisbonne et autres ports, dont l'un des fils, Martin, servit l'empereur Charles Quint, fut payeur des gens d'armes à Milan et décéda à Oñate en 1550. |

Famille Heuguy (Saint-Jean-Pied-de-Port) :
| Blason | Blasonnement : De gueules à une bande d'or accompagnée de deux aigles d'argent. Note : Les blasonnements de cette page sont tous issus de cet ouvrage qui cite également d'autres sources. Commentaires : Garcias de Heuguy, alias Euguy, religieux augustin, confesseur des rois Charles II le Mauvais et Charles III le Noble de Navarre, fut nommé en 1384 évêque de Bayonne par Clément VII durant la période du grand schisme. |

Famille Hirigoyen (Ustaritz) :
| Blason | Blasonnement : D'azur plain ; à la bordure d'argent chargée de neuf billettes (d'azur ?). Note : Les blasonnements de cette page sont tous issus de cet ouvrage qui cite également d'autres sources. . Commentaires : Le nom d'Hirigoyen est cité en Labourd dès 1150. Durant les guerres d'Italie, le capitaine Hirigoyen commandait le château de Brescia (1512), se distingua à Marignan (1515). NOTE : Ce blasonnement est incomplet et/ou incohérent (la couleur des billettes est incertaine). |

Famille Hontabat (Bayonne) :
| Blason | Blasonnement : D'or à une montagne de sable au milieu de laquelle sort une source d'argent coulant à senestre. Note : Les blasonnements de cette page sont tous issus de cet ouvrage qui cite également d'autres sources. Commentaires : Famille patricienne de Bayonne. |

Famille Horachita (Basse-Navarre) :
| Blason | Blasonnement : D'or à deux loups passants de sable, posés l'un sur l'autre. Note : Les blasonnements de cette page sont tous issus de cet ouvrage qui cite également d'autres sources. |

Famille Horazketa (Biscaye) :
| Blason | Blasonnement : D'argent à la fasce de sable chargée d'une autre échiqueté d'azur et d'or, accompagnée de deux loups passants de sable lampassés de gueules, un en chef l'autre en pointe ; à la bordure componée de huit pièces, quatre d'or chargées d'une étoile d'azur, et quatre de gueules chargées d'un flanchis d'or. Note : Les blasonnements de cette page sont tous issus de cet ouvrage qui cite également d'autres sources. Commentaires : Famille de Durango. |

Famille Hozta (Basse-Navarre) :
| Blason | Blasonnement : Parti, au 1 d'azur à trois coquilles d'argent posées en pal ; au 2 d'or à deux fasces de gueules. Note : Les blasonnements de cette page sont tous issus de cet ouvrage qui cite également d'autres sources. . Commentaires : Maison noble à Hosta, près d'Iholdy. Le seigneur de Hozta avait entrée aux États de Navarre. |

Famille Hualde (Beasoain) :
| Blason | Blasonnement : De gueules au chevron d'argent. Note : Les blasonnements de cette page sont tous issus de cet ouvrage qui cite également d'autres sources,. Commentaires : Palacio de ce nom à Beasoain, commune d'Ollo, à l'ouest de Pampelune. Maison noble à Lesaka, dans les Cinco Villas, avec une branche à Vera de Bidasoa. Autres maisons à Lecaroz (qui porte les armes de la vallée du Baztan) dans le Baztan, et Isaba (qui porte les armes du Roncal), dans la vallée du Roncal, à Gaviria et Ezquioga, en Guipuzcoa. Reconnaissance de noblesse à Pampelune en 1533 et en 1664. |

Famille Hualde (Lesaka) :
| Blason | Blasonnement : De gueules à deux chevaliers armés de carnation, vêtus d'azur, sur des chevaux d'argent, posés l'un sur l'autre, accompagnés en chef d'une étoile d'or. Note : Les blasonnements de cette page sont tous issus de cet ouvrage qui cite également d'autres sources,. Commentaires : Branches de la famille Hualde de Lesaka. |

Famille Huart (Labourd) :
| Blason | Blasonnement : D'argent au fer de flèche de sable, la pointe en bas. Note : Les blasonnements de cette page sont tous issus de cet ouvrage qui cite également d'autres sources. |

Famille Huarte (Pays de Cize) :
| Blason | Blasonnement : De gueules à cinq besants d'or posés en sautoir. Note : Les blasonnements de cette page sont tous issus de cet ouvrage qui cite également d'autres sources,. Commentaires : Jean Huarte, né à Saint-Jean-Pied-de-Port vers 1520, devint un médecin célèbre, notamment après la publication de son traité Examen des esprits propres aux sciences, imprimé en espagnol à Pampelune en 1575, puis en français en 1580, 1645 et 1672. Certaines de ses théories de génétique furent condamnées par le Saint Siège. Il décéda en 1590. |

Famille Huarte (Baztan) :
| Blason | Blasonnement : Échiqueté d'argent et de sable. Note : Les blasonnements de cette page sont tous issus de cet ouvrage qui cite également d'autres sources,. Commentaires : Maison Huarte de la vallée du Baztan. |

Famille Huarte (Vera de Bidasoa) :
| Blason | Blasonnement : D'argent au fer de flèche de sable accompagné d'une étoile à six rais de gueules au canton dextre du chef. Note : Les blasonnements de cette page sont tous issus de cet ouvrage qui cite également d'autres sources,. Commentaires : Maison de la famille Huarte de Vera de Bidasoa. |

Famille Huarte (Guipuscoa) :
| Blason | Blasonnement : D'argent au chêne de sinople accompagné d'un sanglier de sable, armé et lampassé de gueules, brochant sur le tronc. Note : Les blasonnements de cette page sont tous issus de cet ouvrage qui cite également d'autres sources. Commentaires : Jean d'Huarte portait ces armes sur son sceau en 1415. |

Famille Huyarramendi (Guipuscoa) :
| Blason | Blasonnement : Écartelé, aux 1 et 4 d'azur à la croix fleurdelisée d'or ; aux 2 et 3 de gueules à quatre pals d'or. Note : Les blasonnements de cette page sont tous issus de cet ouvrage qui cite également d'autres sources. Commentaires : Maison noble près de Tolosa. |